# 盘溪站
盘溪站是位于云南省华宁县盘溪镇的一个铁路车站，邮政编码652801。车站建于1909年，有昆河铁路经过该站，现不办理正式客运，办理货运业务，车站及其上下行区间均未电气化。车站距离昆明北站172公里，隶属昆明铁路局，是四等站。

## 车站位置
位于昆河铁路k168=187处。